# Gran Premi de Las Vegas
El Gran Premi de Las Vegas es disputava a Las Vegas, Estats Units i va ser part del campionat mundial de Fórmula 1 els anys 1981 i 1982.
La temporada 1980, quan es va decidir treure Watkins Glen del calendari de la Fórmula 1, es va seleccionar Las Vegas com escenari pels propers anys.
A l'inrevés que Long Beach que obria el campionat, aquesta nova carrera tancava el calendari. Aquest fet però, no va aconseguir que fos molt millor la popularitat de la cursa entre els pilots a causa de la intensa calor del desert.
La carrera es disputava a l'àrea d'estacionament de l'hotel Caesars Palace i, per ser un circuit no permanent, les instal·lacions estaven força arranjades.
Era prou ample per permetre avançaments, amb àrees de seguretat amb arena i una superfície tan uniforme com el vidre. Es corria en sentit contrari a les agulles del rellotge.
Quan Nelson Piquet va aconseguir aquí el seu primer Campionat de Pilots la temporada de 1981, va necessitar gairebé quinze minuts per recuperar-se del cansament causat per la calor.

## Guanyadors del Gran Premi de Las Vegas
Les curses dels anys que no van formar part del calendari de la Fórmula 1 es troben amb un fons de color.
| Any  | Pilot                       | Equip               | Resultats |
| ---- | --------------------------- | ------------------- | --------- |
| 1966 | John Surtees                | Lola - Chevrolet    |           |
| 1967 | John Surtees                | Lola - Chevrolet    |           |
| 1968 | Denny Hulme                 | McLaren - Chevrolet |           |
| 1981 | Alan Jones                  | Williams - Ford     | Resultats |
| 1982 | Michele Alboreto            | Tyrrell - Ford      | Resultats |
| 1983 | Mario Andretti              | Lola - Ford         |           |
| 1984 | Tom Sneva                   | March - Ford        |           |
| 1997 | J. Paul Jr. i B. Leitzinger | Riley - Ford        |           |
| 1998 | W. Taylor i E. van de Poele | Ferrari             |           |
| 1999 | J J Lehto i S. Soper        | BMW                 |           |
| 2000 | Emanuele Pirro i F. Biela   | Audi                |           |